# 玉华宫遗址
玉华宫位于今中国陕西省铜川市，是唐朝初期兴建的“离宫”之一。始建于唐高祖武德七年（624年）五月，原名“仁智宫”。建筑范围仅限于当时的凤凰谷。唐太宗时在原仁智宫的基础上继续扩建。于贞观二十一年（647年）完成。其规模宏伟。据《册府元龟》记载：“太宗建玉华宫既成，正门谓之南凤门，殿覆瓦，外皆葺之以茅，帝之意在清凉，务从俭约。”同时，还在珊瑚谷建有“别殿”，其北兰芝谷建肃成殿，后改为寺。除此以外，唐太宗还令王孝积于显道门内建紫微殿十三间。”
玉华宫建成后，唐太宗于贞观二十二年（648年）二月前往巡游，并作玉华宫铭，还令皇太子李治奉和。同年五月，令方士那罗迩娑婆在此造“延年”之药。六至八月，唐太宗曾在玉华殿召见玄奘，询问译经情况，又令上官仪宣读“大唐三藏圣教序”，借以宣扬佛教。
唐高宗永徽二年（651年）改宫为寺，称“玉华寺”。显庆四年（659年）十月，玄奘由长安慈恩寺移居玉华寺翻译佛经。玄奘对玉华寺环境十分赞赏，曾对僧众说：“向在京师，诸缘牵乱，岂有了时，今得终讫。”
其后玉华宫逐渐衰微，到唐玄宗天宝年间（742年-755年）这里已成为废墟。杜甫诗句“溪回松风长，苍鼠窜古瓦，不知何王殿，遗构绝壁下。阴房鬼火青，坏道哀湍泻，万籁真笙芋，秋色正潇洒。美人为黄土，况乃粉黛假，当时侍金吾，故物独石马。忧来藉草坐，浩歌泪盈把，冉冉征途间，谁是年长者”，反映了宫殿废弃后的荒凉景象。

## 考古
20世纪70年代，经过调查，初步确认了玉华宫位于陕西省铜川市玉华村及周围田野和山谷间，东西长约4000米，南北宽约200-300米。分为中、东、西、北四区。从而为进一步研究提供了线索。